# Jan Ackersdijck
Jan Ackersdijck (Hertogenbosch, 1790. október 22. - Utrecht, 1861. július 13.) holland egyetemi oktató, poliglott, a 19. századi egyetlen ismert holland magyarországi útleírás szerzője.

## Élete
Apja Willem Cornelis Ackersdijck (1760-1843) jogász, történész volt.
Egyetemi tanulmányait Utrechtben végezte a jogi karon. 1811-től ügyvédként, banktisztviselőként, majd az iskolaigazgatásban dolgozott. Beutazta Hollandiát és a környező országokat.
1825-ben kinevezték a Liège-i (Lüttich) Egyetem államtudományi tanszékére. Belgium elszakadását (1830) követően visszatért Hollandiába, illetve külföldi egyetemeket látogatott. 1831-től az Utrechti Egyetemen a jogi kar közgazdaság és statisztika professzora lett. 1835-ben Oroszországban járt, amiről kiadványt jelentetett meg. További útjait is folyóiratokban közölte. 1860-ban vonult nyugalomba.

### 1823-as Magyarországi utazása és útleírása
Jacobus Tollius (1700-ban megjelent útinapló 1587) és Geerard Hamel Bruinincx (1675 emlékiratok) holland szerzők nyomdokain haladva mutatja be Magyarországot 1823-as (november 2-19.) útleírásában. Magyarországi útjára egyéb útleírásokból és művekből készült fel, illetve használta azokat kézirata készítésekor. Bertrandon de la Broquièrehez (Zsigmond kor) hasonlóan említést tett olyan néprajzi vonatkozásokról mint a szekerek kerekei és alakja, népi építészet külső és belső elemei, viselet és arcszőrzet, nyelvi viszonyok stb. Műve legelőbb 1849-ben az Algemeen Letterlievend Maandschrift folyóirat IV. évfolyamában jelent meg a magyar szabadságharc hatására. Jelentősége abban áll, hogy szemben más korabeli útleírásokkal Magyarországgal és a magyar néppel szembeni magatartása pozitív volt.

## Művei
- Quaestiones juridicales inaugurales. Utrecht 1810.
- Oratio de utilitate quam studia imprimis historica et politica e peregrinationibus capiunt. Lüttich 1826.
- Historia gentium recentiorum politica. 1831.
- Bedenkingen over de korenwetten. Utrecht 1835 (books.google.de).
- Lets over het ontwerp eener zoogenaamde giro-of handelsbank: bij gelegenheid der Recensiën. Rotterdam 1839 (books.google.de).
- Verhaal eener reize in Rusland, gedaan in net jaar 1835. Groningen 1840, 2 Bde., (1. Band).
- Redevoering over Adam Smith. 1842.
- Nederlands financiën. Nationale schuld. Amsterdam 1843 (books.google.de).
- Nederlands muntwezen. Inwisseling der oude munten voor Papier. Utrecht, 1845 (books.google.de).
- Over belastingen en bezuiniging. Utrecht, 1849.
- Over het Collegie van de Raden en Generaalmeesters van de Munt. Utrecht, 1850.
- De Statistiek. 1854.
- Mouvement des idées économiques : progrès des réformes : état de la question coloniale et de l’esclavage en Hollande : communications faites dans la réunion de la Société d’Economie Politique à Paris le 5 Novembre. Utrecht, 1861 (books.google.de).